# Шевцов, Павел Семёнович
Па́вел Семёнович Шевцо́в (27 декабря 1927, Революционный, Зерноградский район, Ростовская область, СССР — 18 ноября 1967]], Таганрог, Ростовская область, СССР) — советский сталевар, Герой Социалистического Труда (1958).

## Биография
Павел Шевцов родился 27 декабря 1927 года на хуторе Революционный (ныне — Зерноградский район Ростовской области).
В конце Великой Отечественной войны переехал в Таганрог, где окончил ремесленное училище № 5, после чего работал учеником сталевара, сталеваром мартеновского цеха № 1 Таганрогского металлургического завода. Без отрыва от работы окончил вечернее отделение Таганрогского металлургического техникума.
Шевцов являлся инициатором соревнования за скоростные методы сталеварения. Несмотря на устаревшее оборудование, он добился высоких показателей в работе.
Указом Президиума Верховного Совета СССР от 19 июля 1958 года за «активное участие в развитии чёрной металлургии, высокие производственные показатели» Павел Шевцов был удостоен высокого звания Героя Социалистического Труда с вручением ордена Ленина и медали «Серп и Молот».
Избирался депутатом ряда выборных органов. Проживал в Таганроге. Скоропостижно скончался 18 ноября 1967 года.
Был также награждён орденом Трудового Красного Знамени и рядом медалей.